# Ministerium für Wandel und den öffentlichen Dienst
Das Ministerium für Wandel und den öffentlichen Dienst (französisch Ministère de la Transformation et de la Fonction publiques) ist eines der Ministerien innerhalb der französischen Regierung. Es hat seinen Hauptsitz im Hôtel de Rothelin-Charolais in Paris. Minister ist seit 2022 Stanislas Guerini.

## Geschichte
Die französische Regierung hat seit 1932 ein Ministerium, das für die Staatsreformen zuständig ist, das aber meistens mit anderen Ressorts wie dem Haushalt, dem öffentlichen Dienst oder sogar der Dezentralisierung verbunden ist. Seit dem 6. Juli 2020 heißt das Ressort Ministerium für Transformation und öffentlichen Dienst.

## Aufgaben
Obwohl es nicht dem Premierminister unterstellt ist, handelt das Ministerium für den öffentlichen Dienst angesichts der allgemeinen Befugnisse, die der Premierminister über den öffentlichen Dienst hat, für einen Großteil seiner Befugnisse im Auftrag des Premierministers.
Das Ministerium bereitet die Regierungspolitik im Bereich des öffentlichen Dienstes vor und führt sie durch. Der Minister steht dem Gemeinsamen Rat für den öffentlichen Dienst vor, sorgt für die Einhaltung der Rechte und Pflichten aller Beamten und die Grundsätze für ihre Laufbahn.
Das Ministerium führt die Politik der Erneuerung der Personalverwaltung in den öffentlichen Verwaltungen durch.
Das Ministerium bereitet das staatliche Transformationsprogramm vor und führt es durch. Es unterstützt die betroffenen Ministerien bei der Konzeption, Umsetzung und Bewertung von Maßnahmen zur Verbesserung der Qualität und Effizienz öffentlicher Dienstleistungen und zur Modernisierung ihrer Verwaltung. Es bereitet die Entwicklung der digitalen Verwaltung vor und koordiniert die Maßnahmen der Regierung in Bezug auf die öffentliche Datentransparenz und unterstützt in Zusammenarbeit mit dem Wirtschaftsministerium die Entwicklung innovativer Nutzungen in diesem Bereich.